# Giải thưởng Điện ảnh Hồng Kông lần thứ 17
Giải thưởng Điện ảnh Hồng Kông lần thứ mười bảy được tổ chức ngày 26 tháng 4 năm 1998 tại Hồng Kông.

## Danh sách các đề cử và giải thưởng
| Phim hay nhất                               | Phim hay nhất                    | Phim hay nhất |
| Phim                                        | Tên tiếng Anh                    |               |
| ------------------------------------------- | -------------------------------- | ------------- |
| Hương Cảng chế tạo (香港制造)               | Made in Hong Kong                |               |
| Tống gia hoàng triều (宋家皇朝)             | The Soong Sisters                |               |
| Thập vạn hỏa cấp (十万火急)                 | Lifeline                         |               |
| Cao độ giới bị (高度戒备)                   | Full Alert                       |               |
| Xuân quang xạ tiết (春光乍泄)               | Happy Together                   |               |
| Đạo diễn xuất sắc nhất                      |                                  |               |
| Đạo diễn                                    | Phim                             |               |
| Trần Quả                                    | Hương Cảng chế tạo               |               |
| Đỗ Kì Phong                                 | Thập vạn hỏa cấp                 |               |
| Trương Uyển Đình                            | Tống gia hoàng triều             |               |
| Lâm Linh Đồng                               | Cao độ giới bị                   |               |
| Vương Gia Vệ                                | Xuân quang xạ tiết               |               |
| Kịch bản hay nhất                           |                                  |               |
| Biên kịch                                   | Phim                             |               |
| Đỗ Quốc Uy                                  | Nam Hải Thập Tam Lang            |               |
| La Khải Nhuệ                                | Tống gia hoàng triều             |               |
| Mạch Đương Hùng                             | Hắc kim                          |               |
| Tư Đồ Cẩm Nguyên Vi Gia Huy Trâu Khải Quang | Nhất cá tự đầu đích đản sinh     |               |
| Trần Quả                                    | Hương Cảng chế tạo               |               |
| Nam diễn viên chính xuất sắc nhất           |                                  |               |
| Diễn viên                                   | Phim                             |               |
| Lương Triều Vĩ                              | Xuân quang xạ tiết               |               |
| Trương Quốc Vinh                            | Xuân quang xạ tiết               |               |
| Lưu Thanh Vân                               | Cao độ giới bị                   |               |
| Lương Gia Huy                               | Hắc kim                          |               |
| Tạ Quân Hào                                 | Nam Hải Thập Tam Lang            |               |
| Nữ diễn viên chính xuất sắc nhất            |                                  |               |
| Diễn viên                                   | Phim                             |               |
| Trương Mạn Ngọc                             | Tống gia hoàng triều             |               |
| Tôn Giai Quân                               | Hắc kim                          |               |
| Thư Kỳ                                      | Phi nhất bàn ái tình tiểu thuyết |               |
| Ngô Thiến Liên                              | Bán sinh duyên                   |               |
| Lưu Gia Linh                                | Tự sơ                            |               |
| Nam diễn viên phụ xuất sắc nhất             |                                  |               |
| Diễn viên                                   | Phim                             |               |
| Khương Văn                                  | Tống gia hoàng triều             |               |
| Trương Chấn                                 | Xuân quang xạ tiết               |               |
| Tằng Chí Vĩ                                 | Nhiệt huyết tối cường            |               |
| Phan Xán Lương                              | Nam Hải Thập Tam Lang            |               |
| La Gia Anh                                  | Ngã ái trù phòng                 |               |
| Nữ diễn viên phụ xuất sắc nhất              |                                  |               |
| Diễn viên                                   | Phim                             |               |
| Mai Diễm Phương                             | Bán sinh duyên                   |               |
| Kim Yến Linh                                | Tống gia hoàng triều             |               |
| Dương Tử Quỳnh                              | Tống gia hoàng triều             |               |
| Lý Ỷ Hồng                                   | Tự sơ                            |               |
| Lý Ỷ Hồng                                   | Thần thâu điện ảnh               |               |
| Diễn viên mới xuất sắc nhất                 |                                  |               |
| Diễn viên                                   | Phim                             |               |
| Lý Xán Sâm                                  | Hương Cảng chế tạo               |               |
| Hoàng Trác Lăng                             | Thập vạn hỏa cấp                 |               |
| Trương Sân Duyệt                            | Cầu luyến kỳ                     |               |
| Vương Hiệp Hỉ                               | Thần thâu điện ảnh               |               |
| Lâm Bảo Lân                                 | Đối bất khởi, đa tạ nễ           |               |